# 仲村美緒
仲村 美緒（なかむら みお、1966年8月4日- ）は、日本の女優、声優、ナレーター、ジャズシンガー。東京都江東区出身。
芸名を仲村澪、AZU、風間美緒と変遷。

## 略歴
東京都荒川区で生まれ、東京都狛江市で育ち、狛江第6小学校、狛江第2中学校、東京都立狛江高等学校を卒業。玉川大学文学部芸術学科演劇専攻を3年で中退。
大学在学中に劇団プロジェクトMの旗揚げに参加。
81プロデュース、オフィスワット、メセナスなどへの所属を経てフリー。

## 出演

### 演劇
- 『黄昏時の伝説』於：アートシアター新宿
- 『真昼の決闘』於：大塚ジェルスホール
- 『M版・真夏の夜の夢』於：大塚ジェルスホール
- 『明け方の貴方Ⅱストリッパー物語』（つかこうへい作）於:大塚ジェルスホール
- 『日本風雲録』於：大塚ジェルスホール『M版・ふしぎの国のアリス』於：下北沢駅前劇場
- 『ストリッパー物語’89』（再演）於：池袋シアターグリーン
- 劇団銀河計画を設立『蒲田に原爆を落とす日』於：シアターモリエール（作・プロデュース・主演）
- 『1の1の6』（劇団300さんじゅうまる公演）於：ベニサンピット
- 『帰郷～街で暮らす人のために』（プロフジェクトMのに客演）於：文芸座ル・ピリエ
- 『ヒロシマ・レクイエム～音楽と映像と朗読による構成詩』（共演：仲村秀生、麻生美代子、池田昌子、石丸博也）於：下北沢タウンホール
- 『琥珀の夢』（プレイヤーズチーム輝公演 故・土屋統吾郎演出）於：シアターサンモール
- 『キャバレー・私たち夢売ってます』（以下オフィスプロジェクトM）於：タイニイ・アリス『私が住んでいる町』於：ザ・ポケット
- 『おもしろい宝島』於：タイニイ・アリス
- 『キャバレー’99私たち夢売ってます』於：ザ・ポケット

### 書籍・雑誌インタビュー
- テアトロ 89年4月号
- NIPPONアイドル探偵団’91・小劇場のアイドル

### TV
- 11PM
- 火曜サスペンス劇場『暗闇からの愛』
- アニマムンディ
- 中居正広の金曜日のスマイルたちへ

### アテレコ・アニメ
- 『黄昏のチャイナタウン』リンダ
- 『刑事コロンボ』『新刑事コロンボ』
- 『それいけアンパンマン』＃184カレールー＃209＃262ランラン
- 『らんま1/2』
- 『おにいさまへ』
- 『フランダースの犬』
- 『風人物語』保険医柊子先生
- 『ドクター』
- 『神鳥伝説』
- 『ザ・シークレットハンター』
- 『ドクター・クイン』
- 『ピッツバーグ警察日記』
- 『プロジェクトS』
- 『バック・ビート』
- 『愛の果てに』
- 『名犬ファング』
- 『ベイウォッチ』
- 『バイオグラフィー・レナードニモイ』

### ナレーション・声の出演
- ベネッセスタードーム
- JTB
- ヤクルト「きになる野菜」
- エアーニッポン
- 食物の歴史
- 白泉社月刊MOE
- 千歳空港ガイド
- ペントハウスインフォメーション
- 日本の祭り百科
- 少年工科学校
- 教育出版教材・アレキサンダとゼンマイネズミ（朗読）
- NHK・真夜中の王国
- MX・東京ファイル23
- HONDA
- 男女共同参画社会
- 防犯協会・ココロのトビラ
- パンクリエストニック
- キングジム・テプラ
- ユニーアピタ
- TBSチャンネル番組スポット
- NHK-BS告知
- 中国モンゴル緑化支援事業
- 正進社中学道徳
- NHK・誰が地球を守るのか
- NHK・WHO’S MADONNA
- 三菱自動車キャンターエコハイブリッド
- スカパー・ ・旅チャンネル～地元の人が教える二泊三日の旅
- 市川團十郎プロデュース『源氏物語千年紀～京都・上賀茂に水の源流を求めて』

### ゲーム
- 謎王（桃色帝）
- DS9
- ザ・シェフ

### VP・イメージビデオ出演
- 三菱自動車教育用
- 興研イメージビデオ
- 日立ゴミ処理機
- 寒川神社
- JA共済
- 看護教育ビデオ
- ディズニーシー・オリエンタルランド

### ジャズボーカル
- 都内ライブハウス、クラブ、銀座サンクなど
- 那覇『ライブイン天妃』15周年祭ライブ
- 株式会社琉薬創業60周年記念パーティー
- 他ライブ出演多数